# Cyrtandra taviunensis
Cyrtandra taviunensis är en tvåhjärtbladig växtart som beskrevs av John Wynn Gillespie. Cyrtandra taviunensis ingår i släktet Cyrtandra och familjen Gesneriaceae. Inga underarter finns listade i Catalogue of Life.